# Kościół Narodzenia Najświętszej Maryi Panny w Czchowie
Kościół Narodzenia Najświętszej Maryi Panny – rzymskokatolicki kościół parafialny należący do dekanatu Czchów diecezji tarnowskiej.

## Historia

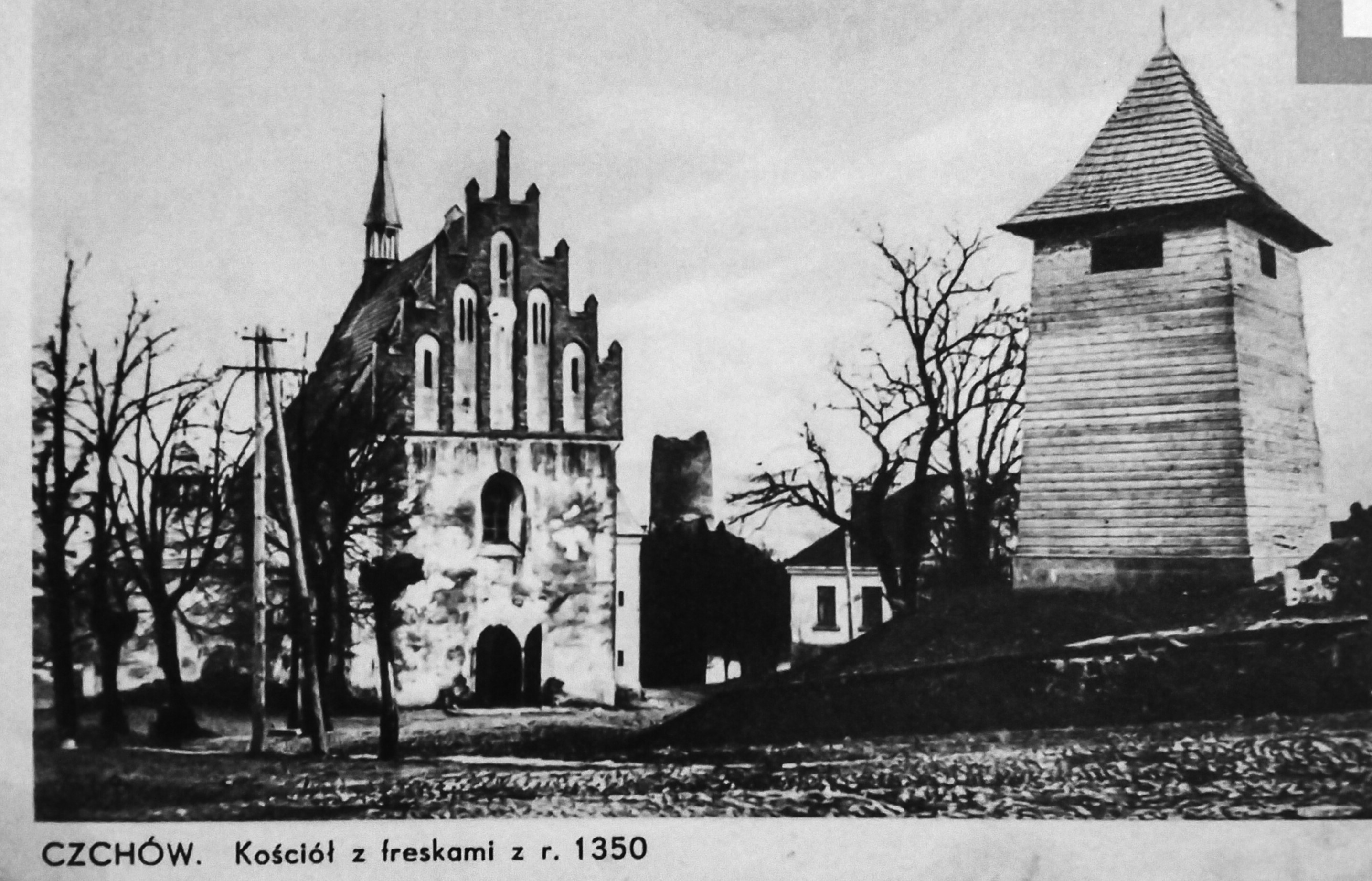
Widok przed 1939

W miejscu obecnego kościoła znajdował się starszy kościół romański z XII wieku o nieznanym planie. Obecna świątynia została zbudowana w dwóch etapach: przed rokiem 1360 zapewne z fundacji Kazimierza Wielkiego zostało wzniesione prezbiterium, w którym od wschodu wykorzystano wtórnie ciosy romańskiej budowli, w tym fragment fryzu pseudokymationowego. Następnie około 1450 roku został wybudowany korpus. W XV lub XVI wieku została dobudowana wieża, która w 1841 roku, w obawie przed zawaleniem, została zmniejszona do poziomu pierwszej kondygnacji. W XVIII wieku przy prezbiterium została dostawiona kaplica. Na przełomie XIX i XX wieku świątynia została gruntownie odnowiona, został zbudowany w tym czasie neogotycki szczyt oraz wieżyczka na sygnaturkę. W latach 1551–54 świątynia przejściowo należała do luteranów, proboszczem był tu w tym czasie ksiądz Francesco Lismanini, prowincjał franciszkanów, spowiednik królowej Bony i czołowy polski reformator.

## Architektura

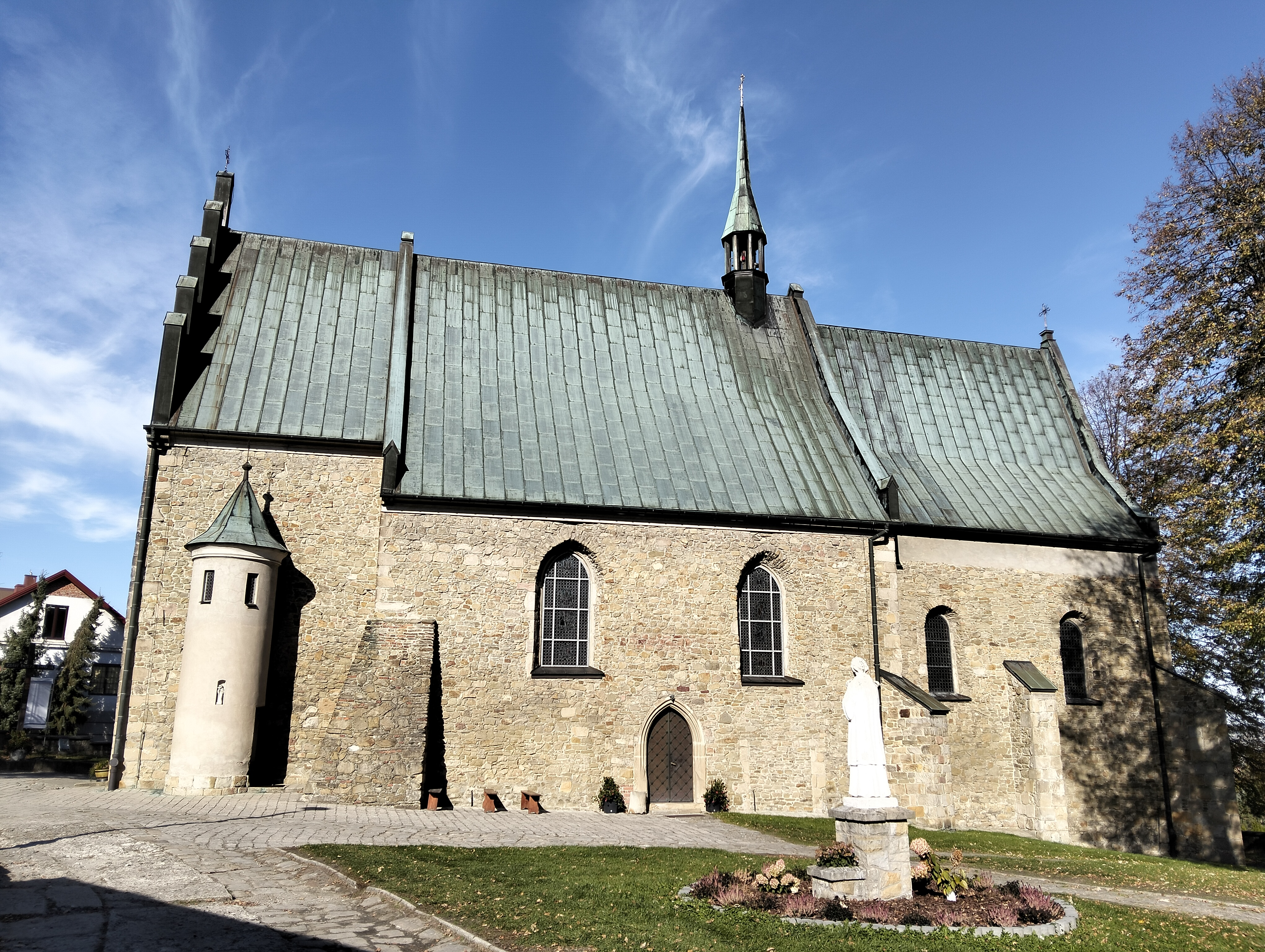
Widok od południa

Jest to budowla gotycka, murowana, wzniesiona z kamienia. Świątynia jest jednonawowa, posiada dwuprzęsłowe prezbiterium zamknięte ścianą prostą, przy którym od strony północnej znajduje się zakrystia, a od strony południowej kaplica. Przy nawie od strony zachodniej znajduje się czworoboczna wieża mieszcząca kruchtę w przyziemiu i powyżej chór muzyczny, które otwierają się do nawy ostrołukowymi arkadami, przy wieży od strony południowej znajduje się okrągła wieżyczka schodowa. Kaplica jest nakryta kopułą opartą na pendentywach z latarnią. Prezbiterium jest opięte szkarpami (jedna szkarpa znajduje się na osi od strony wschodniej), przy korpusie jest umieszczona szkarpa w narożniku południowo-wschodnim. Elewacja wschodnia prezbiterium jest ozdobiona odsadzką zwieńczoną gzymsem z wtórnie użytych detali romańskich. Zachodni szczyt korpusu jest ceglany i ozdobiony pięcioma zamkniętymi półkoliście blendami. Budowla nakryta jest dachami dwuspadowymi, na dachach znajduje się wieżyczka na sygnaturkę, ozdobiona latarnią zwieńczoną iglicą. Okna wschodnie prezbiterium i od strony południowej w korpusie są ostrołukowe i umieszczone w kamiennych obramieniach oraz obustronnie rozglifione. Wnętrze jest rozczłonkowane pilastrami i belkowaniem. Sklepienia w prezbiterium są krzyżowo-żebrowe i posiadają koliste zworniki, podparte są kamiennymi wspornikami w formie masek. Nawa jest nakryta nowszym stropem drewnianym, kruchta sklepieniem krzyżowym, natomiast zakrystia sklepieniem kolebkowym. Tęcza jest ostrołukowa. Świątynia posiada dwa portale w stylu gotyckim: jeden z nich jest ostrołukowy i profilowany, natomiast drugi jest prostokątny i fugowany.

## Malowidła ścienne w prezbiterium
Gotycka polichromia ścian prezbiterium kościoła wykonana została w trzech fazach chronologicznych na przestrzeni od drugiej połowy XIV w., po pierwszą ćwierć XV w. Odsłonięto ją w latach 1890-96, została zakonserwowana i częściowo zrekonstruowana przez Adama Marczyńskiego w latach 1960-65. Ostatnie prace restauratorskie prowadziła w latach 2008-19 Dorota Kwiecińska-Nosek wraz z zespołem konserwatorów. 

### Ikonografia
Z pierwszej fazy chronologicznej (po poł. XIV w.) pochodzą malowidła na ścianie północnej i częściowo ścianie wschodniej przedstawiające cykl pasyjny. W drugiej fazie (po 1368 r.) wykonano sceny: Narodzenie Marii, Deesis, Koronacja Marii, Zwiastowanie, Pokłon Trzech Króli, Święte Oblicze, Apoteoza papieża Urbana V, Mater Misericordiae, Vir Dolorum, Noli me tangere, Zmartwychwstanie. Najmłodsze chronologicznie (datowane na 1 ćw. XV w.) jest przedstawienie Piety anielskiej.

## Wyposażenie
Dwa ołtarze boczne, neogotyckie z 1918 roku, w prawym rzeźba Pietà z ok. poł. XV w. W kaplicy bocznej ołtarz z obrazem w typie Matki Bożej Śnieżnej z XVII w., chrzcielnica późnogotycka, kamienna z 1506 r. Dwa nagrobki renesansowe: Kaspra Wielogłowskiego (zm. 1564 r.) z czerwonego marmuru i piaskowca, ze stojącą postacią zmarłego, ujętą w obramienie architektoniczne, atrybuowany Hieronimowi Canavesiemu; i drugi jego żony, ze stojącą postacią kobiecą ujętą w obramienie architektoniczne, z ok. poł. XVI w. Ambona późnobarokowa z XVIII w.

## Galeria

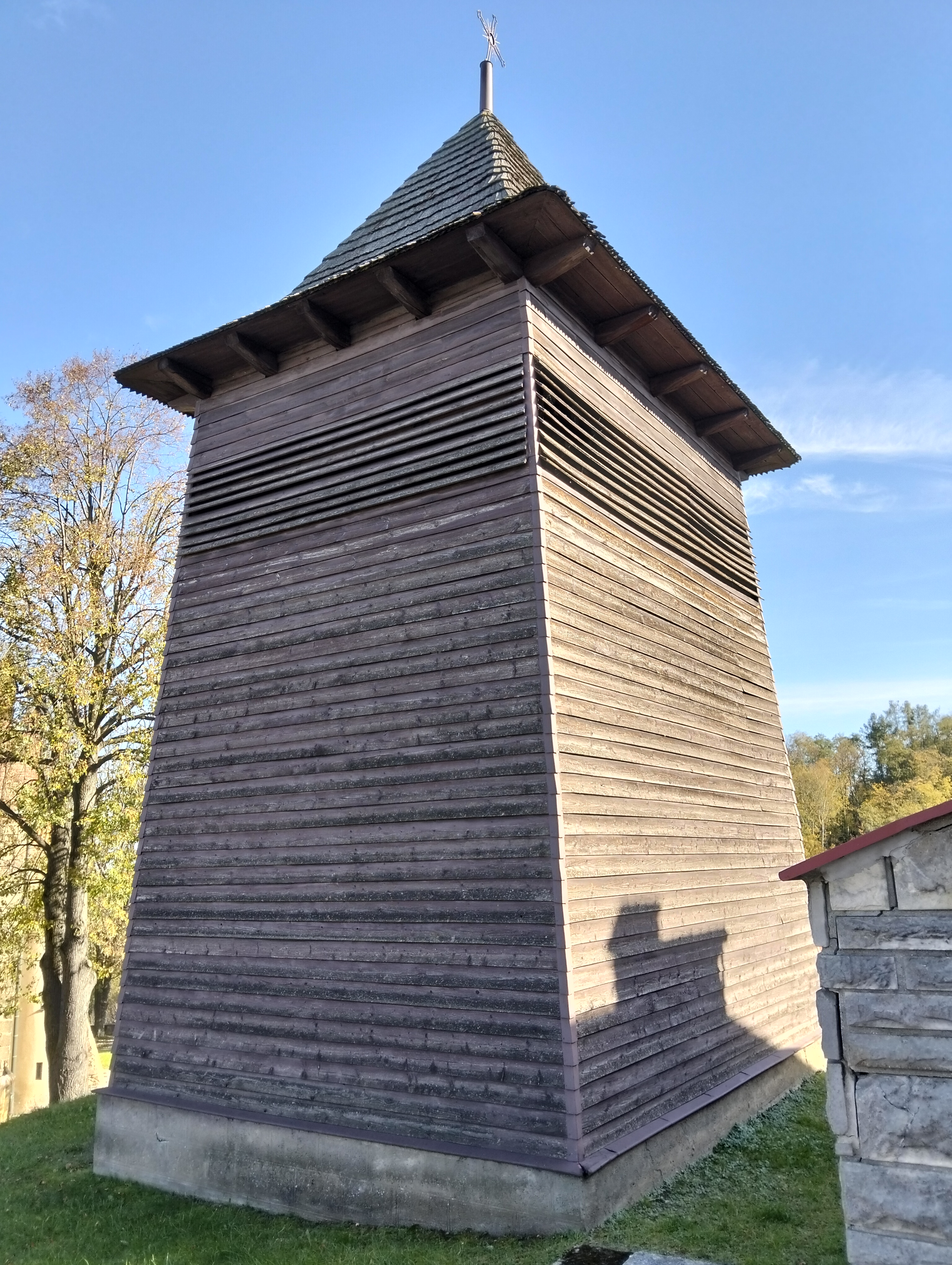
Dzwonnica
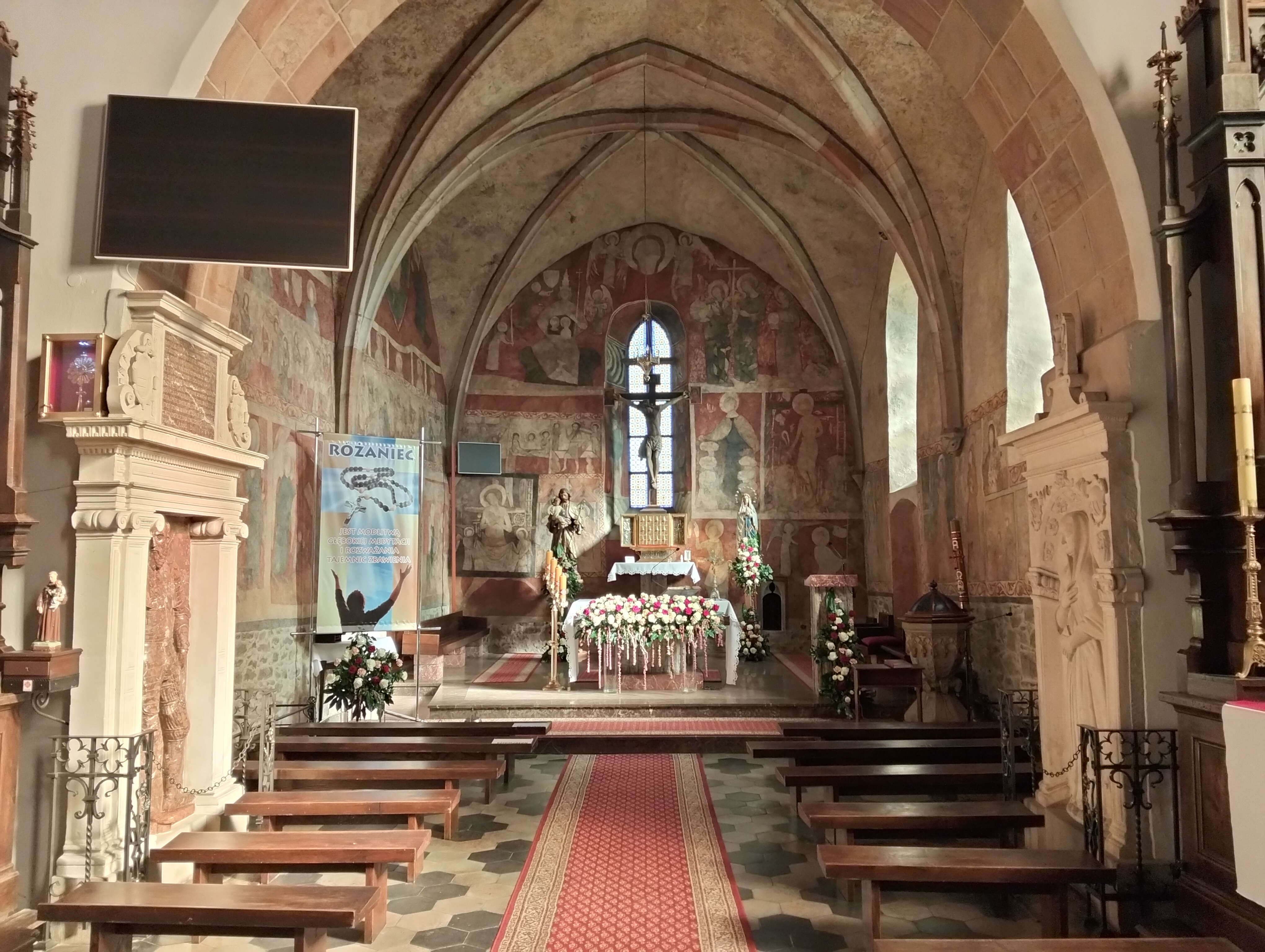
Prezbiterium
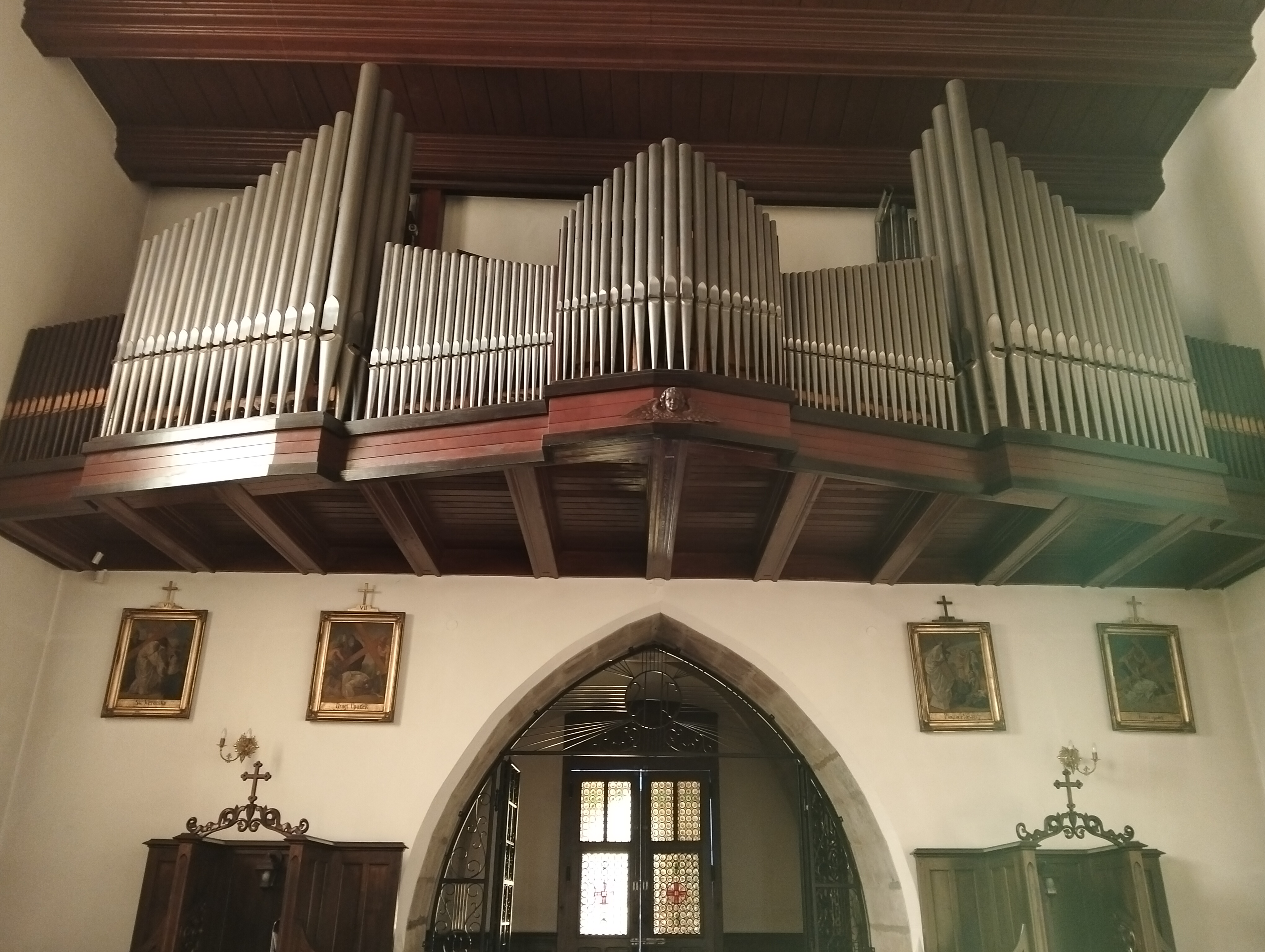
Chór i organy